# 大爆笑!!人生劇場 〜ずっこけサラリーマン編〜
『大爆笑!!人生劇場 ずっこけサラリーマン編』（だいばくしょうじんせいげきじょう ずっこけさらりーまんへん）は、1995年12月29日に日本のタイトーから発売されたスーパーファミコン用ボードゲーム。
同社の『人生劇場シリーズ』第8作目。プレイヤーはサラリーマンとなり様々なイベントをクリアし、獲得金額が最も多い者が勝者となるシステムとなっている。イベントによってはライバルの行動に介入できる事や、アクション要素が強くなった事などを特徴としている。
開発はアクトジャパンが行い、プロデューサーは『ダライアスフォース』（1993年）を手掛けた高橋章二、システム・デザインおよび音楽はディスクシステム用ソフト『ハオ君の不思議な旅』（1987年）を手掛けた草津きよしが担当している。

## ゲーム内容

### システム
爆笑!!人生劇場シリーズの舞台をサラリーマン生活に合わせ、様々な人生体験を経て、一番のお金持ちになったプレーヤーが勝ちというルールだが、内容的には必ず指定の目が出るサイコロを使うタイミング、特定のイベントマスではライバルの番でも参加できるなど戦略が、走ってくる車をジャンプで避ける（はねられると一回休み）アクション要素も要求されるゲームになっている。シリーズでは初のセーブが可能になった。また、合成音声によりターン開始時に「○○さんのばんです」とプレーヤーの名前が読み上げられた。

### ステータス
- 年収

1ターンは半年相当であり、会社に所属している間は1ターンごとに年収の半分が収入として得られる。昇進または昇給することで年収が増加する。
- ストレス

シリーズにおける体力に相当。数値では表示されないが、ストレスが溜まると顔色が次第に青白く変化していき、限界まで溜めると胃潰瘍で病院に運ばれてしまう。
- 他のプレイヤーとの仲の良さ
- 同僚・上司等の信頼度

イベント等での増減以外では相手の好きなプレゼントを渡すと大幅にアップする。会社の先輩達の信頼度が高くなると昇給することもある。また、同僚の信頼度の高さはエンディングの結末に影響する。
- 愛情度

異性の愛情度を一定値まで上げ、相応の婚約指輪を渡すことに成功することで結婚ができる。(妻がいる場合は愛人になる。)結婚後、自宅か旅館マスに止まると子供が産まれることがある。妻と子供の愛情度の高さはエンディングの結末に影響する。

### プロジェクト
社長から昇給のチャンスを与えられるイベント。特定のマスに止まればプロジェクトが完遂した事になり、会社に戻れば終了となる。順位ごとにボーナスが異なり、1位になれば昇格した上に社長達の評価が上がり、最下位ならば社長達の評価が下がり、減給処分となる（尚、給料額が低すぎる場合は、ストレスが倍になってしまう）。4ターンを過ぎると社長から警告を受けて4ターン内にプロジェクトをこなせないとクビになってしまう。その為、クビになった後はフリーターとなり、2年間ナカムラ商事に再就職することが出来ない。
神社
デートスポットの一つであり、28歳春には必ず指定される。
テーマパーク
リゾートホテル建設予定地
ヘリポート
これらは36歳からランダムで指定されるデートスポット（但し、リゾートホテル建設予定地は通常マスである）。

### プレゼント
店で買えるプレゼントを渡すことで同僚や上司などの好感度を上げることができる。
ただし、プレゼントはキャラによっては好みが分かれるため、嫌いなものを渡すと好感度が下がるので気を付けなければならない。
また、ほとんどのキャラクターには好きな服が決められており、好みの服をプレゼントすると服を着替えることがある。

### ミニゲーム
- パックンパニック
- 屁こいてぷぅ
- 入社試験／昇進試験
- 新婚さんおいでやす／再婚さんいらっしゃい
- 離婚裁判
- スキー
- ゴルフ
- 子守でポン

## 登場人物

### CPUキャラクター
ときお
みずき
あつし
よしこ

### 恋人・上司・取引先等
- ナカムラ商事

なかむら社長
ナカムラ商事の社長。子供が二人いる。趣味は女装で特にさくら色のブラウスが好み。
さおり
なかむら社長の娘。白色のワンピース、ブラウスが好み。
みつる
なかむら社長の息子。
たかはし部長
ナカムラ商事の部長。嫌味な性格だが妻子持ち。
ひろゆき
ナカムラ商事の先輩。関西弁で喋る。
ひでかず
ナカムラ商事の先輩。「～だなー」が口癖でネクタイマニア。
みき
ナカムラ商事の先輩。宝飾品に目がない。
めぐみ
ナカムラ商事の先輩。「～デス」が口癖。桜色のワンピース、桜色の丸首セーターが好み。
しんいち
ナカムラ商事の先輩。イベントで出現。子供好きの変態。
きよこ
ナカムラ商事の先輩。イベントで出現。プレイヤー達が社長に出世してほしいと心から願っている。黒の丸首セーターが好み。
なお、プレイヤーの配偶者がしんいちかきよこの場合、相手がその家に行くとその場で知り合う事になり、ストレスを減らす事もできる。
- かんきち建設

かんきち社長
かんきち建設の社長。
えりか
かんきち社長の令嬢。顔は父親似。
そうた
かんきち建設の社員。「～だなぁ…」が口癖。花全般が大嫌い。
- (株)エツコ

えつこ社長
株式会社エツコの社長。白の丸首セーター、白のジャケットが好み。
まさひこ
えつこ社長の御曹司でマザコン。
まりこ
株式会社エツコの社員。土佐弁で話す。
- その他

けんじ
バーのホスト。
けいこ
バーのホステス。花をプレゼントすると喜んでくれる。紫の丸首セーターが好み。

## スタッフ
- システム・デザイン：草津きよし
- プランナー：ふくやまきょうこ、はただまなぶ、すずきしんいち
- プログラム：たじませいいち、みずのまさる、いとうわりゅー、すずきたかお、杉山和彦
- グラフィック：龍石堂浩二、廣田礼子、のだあつし、とくとみみどり
- サウンド：草津きよし、わたなべよしお、たなべよしひこ
- パッケージ：東京省
- スペシャル・サンクス：タイトースタッフ一同
- プロデューサー：高橋章二
- エグゼクティブ・プロデューサー：西角友宏

## 評価
ゲーム誌『ファミ通』の「クロスレビュー」では、5・5・6・5の合計21点（満40点）、『ファミリーコンピュータMagazine』の読者投票による「ゲーム通信簿」での評価は以下の通り、21.2点（満30点）となっている。
| 項目 | キャラクタ | 音楽 | お買得度 | 操作性 | 熱中度 | オリジナリティ | 総合 |
| 得点 | 3.7        | 3.4  | 3.4      | 3.7    | 3.6    | 3.5            | 21.2 |